# Loi de 1884 sur l'organisation municipale
La loi du 5 avril 1884 sur l'organisation municipale est une des lois fondatrices de la République française. Elle a précisé le fonctionnement des communes françaises. Elle est à ce titre considérée comme l'une des premières lois de décentralisation.

## Contexte
La France est historiquement un pays centralisé. Cette centralisation atteint son apogée lors du Premier Empire. La Troisième République, certes centralisée, souhaite préciser l'organisation des communes afin de compléter une loi votée en 1871 qui précisait celle des départements. Les républicains, dont notamment Léon Gambetta, revendiquent la nécessité d'une vitalisation de l'action municipale. Il la défend notamment dans le discours de Belleville en 1869.
Un projet de loi est rédigé en 1884 avec pour objectif de maintenir la centralisation de la France tout en donnant une marge d'action aux communes, destinées à être le cœur de la vie politique locale. Le projet de loi est proposé par Émile de Marcère, qui est défavorable à une décentralisation, mais favorable à ce que les communes aient une certaine marge de manœuvre au niveau local. La loi est discutée au Sénat de manière approfondie. Elle est d'autant plus importante que la haute assemblée est élue par un scrutin lié aux collectivités locales.

## Contenu

### Structure institutionnelle des communes
La loi de 1884 connaît un régime juridique uniforme pour toutes les communes du pays. L'organisation communale est calquée sur celle du département. Est modifié le rôle des acteurs publics locaux, ceux-ci s'articulent autour d'un organe délibérant (le conseil municipal), qui a vocation à adopter des délibérations ; et d'un organe exécutif (le maire), qui doit préparer et exécuter les délibérations du conseil municipal. La loi donne une double identité au maire, qui est à la fois représentant de la commune, et de l’État.

### Mode de scrutin
La loi de 1884 met en place un régime d'élection au suffrage universel du conseil municipal. Il est élu pour une durée de 4 ans, durée portée à 6 ans en 1929. Le maire est élu par le conseil municipal, en faisant le représentant de la commune.
La loi prévoit (article 74) que les fonctions de maire, adjoint au maire, et conseiller municipal, ne font pas l'objet d'indemnités. Elles « donnent seulement droit au remboursement des frais que nécessite l’exécution des mandats spéciaux. Les conseils municipaux peuvent voter, sur les ressources ordinaires de la commune, des indemnités aux maires pour frais de représentation ».

### Libre administration des collectivités
La loi de 1884 est particulièrement importante car elle instaure le principe dit de libre administration des collectivités territoriales. L'article 61 §1 dispose en effet : « Le conseil municipal règle, par ses délibérations, les affaires de la commune ». Les communes se voient attribuer une clause générale de compétences, étendant leurs anciennes attributions. 

### Relations entre l’État et les collectivités
Malgré le principe de libre administration des collectivités, la loi prévoit une tutelle du représentant de l’État — le préfet — sur le maire et sur les actes de la commune. Toutefois, dans une volonté républicaine, la loi allège les contrôles de l’État sur les conseils municipaux. La loi établit ainsi des garanties au sujet de la révocation des maires par le pouvoir exécutif (art. 86), et restreint l'utilisation de la dissolution des conseils municipaux (art. 43 à 45).

## Postérité
La loi municipale de 1884 a été considérée et appelée la grande charte républicaine des communes. Elle a été un pas décisif dans la construction de la décentralisation. Codifiée dans le code des communes, elle est restée applicable jusqu'à la loi du 2 mars 1982, qui a permis la première décentralisation véritable de la France.